# آریانا خیل
آریانّا خیل (اسپانیایی: Ariadna Gil‎؛ زادهٔ ۲۳ ژانویهٔ ۱۹۶۹) بازیگر اهل اسپانیا است. وی از سال ۱۹۸۶ میلادی تاکنون مشغول فعالیت بوده‌است.
وی در سال ۱۹۹۳ بابت هنرنمایی در فیلم روزگار خوش برندهٔ جایزه گویا شد.

## گزیدهٔ فیلم‌شناسی
- رقصنده و دزد (۲۰۰۹)
- آپالوسا (۲۰۰۸)
- هزارتوی پن (۲۰۰۶)
- آلاتریست (۲۰۰۶)
- کلید خاموش (۲۰۰۱)
- صحبت از فرشتگان (۱۹۹۸)
- آزادی‌خواه (۱۹۹۶)
- همه چیز دروغ است (۱۹۹۴)
- روزگار خوش (۱۹۹۲)